# Mészkedvelő fenyvesek
A  mészkedvelő fenyvesek  növénytársulástani csoportja (Erico–Pinion, illetve Erico–Pinetalia rendje) a dombságokon és alacsonyhegységekben növő, xeroterm erdei- és feketefenyvesek társulásait öleli fel; Magyarországon két-három társulásukat találhatjuk meg néhány, kis kiterjedésű, reliktum jellegű folton a nyugati-délnyugati határvidéken.

## Termőhelyük, alapkőzetük
Mindig extrém termőhelyeken, karbonátos kőzeteken, száraz talajon alakulnak ki. A csoport elterjedésének súlypontja az Alpokban és a Dinári-hegység északi részén van, társulásaik Kelet-Közép-Európában mindig reliktumként és csak kis területen jelennek meg. A sekély termőrétegű, meleg, száraz termőhelyeket többnyire délnek néző vagy főnjárta oldalakon találjuk. A mészkő-, illetve dolomitsziklákon, esetleg alluviális mésztörmeléken kifejlődött talajok tápanyagszegények.
A meszes alapkőzet, az erdeifenyő laza lombkoronája miatt jól megvilágított, egyúttal törmelékes talaj és a rossz vízellátás együttes hatása miatt aljnövényzetükre a mészkedvelő és szárazságtűrő fajok jellemzőek. A helyenként erős kilúgzás, a fenyőtűk savanyító hatása és a szubatlanti jallegű éghajlat miatt hazánkban mészkerülő, illetve mezofil karakterű fajok előfordulnak társulásaikban. Valamennyi termőhelyük a Nyugat-, illetve Délnyugat-Dunántúlon van:
- Kőszegi-hegység,
- Észak-Zala.

## Jellemző fajaik
- ágas homokliliom (Anthericum ramosum),
- tarka nádtippan (Calamagrostis varia),
- gombos zanót (Cytisus supinus)
- fürtös zanót (Cytisus nigricans),
- sárga len (Linum flavum),
- havasalji aggófű (Senecio ovirensis),
- hegyi zsellérke (Thesium bavarum),

## Rendszertani felosztásuk
A rendnek Borhidi (2007) szerint Magyarországon két társulását ismerjük:
- mészkedvelő erdeifenyves (Lino flavi – Pinetum sylvestris) Pócs ex Soó 1964,
- sziklai erdeifenyves (Calamagrostio variae – Pinetum) Wendelberger 1962.

Az Élőhelyismereti útmutató (2.0) szerint a rendnek Magyarországon három társulása nő:
- zalai erdeifenyves — ez az, ami Borhidinál a „mészkedvelő erdeifenyves”,
- sziklai erdeifenyves — mint Borhidinál,
- homoki erdeifenyves (Festuco vaginatae-Pinetum sylvestris) — a fenyőfői Ősfenyves#A fenyőfői homoki ősfenyves homoki ősfenyves növénytársulása. Ezt a társulást Borhidi (2007) a kontinentális xeroterm fenyvesek (Pulsatillo-Pinetea Oberd. in Oberd. et al. 1967) társulástani osztályának kontinentális mészkedvelő erdeifenyvesek (Pulsatillo-Pinetalia Oberd. in Oberd. et al. 1967) rendjében említi (a mi felosztásunkban is ott szerepel).

Más szerzők (Tímár et al., 2002) ugyanezen élőhelyek növényzetét az alábbi társulásneveken említik:
- elegyetlen erdeifenyvesek (Dicrano–Pinetum, illetve Myrtillo–Pinetum),
- elegyes erdők (Pino–Quercetum),
- Genisto nervatae – Pinetum

A sziklai erdeifenyves társulás egyes szerzőknél (TERRA, Élőhelyismereti 2.0) pontosított néven (Calamagrostio variae – Pinetum sylvestris) szerepel.
Nem tekinthetők természetközelinek, így nem sorolhatók ebbe a társulástani csoportba a különféle sasharasztos, csalános, magaskórós, cserjeszintes és egyéb, nyilvánvalóan másodlagos erdeifenyvesek.